# Temporada 2014 de la Red Bull MotoGP Rookies Cup
La temporada 2014 de la Red Bull MotoGP Rookies Cup continuó con la búsqueda de futuros campeones del mundo. La temporada comenzó en el Circuito de Jerez el 3 de mayo y terminó el 28 de septiembre en la Ciudad del Motor de Aragón después de 14 carreras. 

## Calendario
| Calendario 2014 | Calendario 2014  | Calendario 2014 | Calendario 2014 | Calendario 2014 | Calendario 2014     | Calendario 2014 |
| Ronda           | Fecha            | Circuito        | Pole position   | Vuelta rápida   | Piloto ganador      | Fuente          |
| --------------- | ---------------- | --------------- | --------------- | --------------- | ------------------- | --------------- |
| 1               | 3 de mayo        | Jerez           | Manuel Pagliani | Darryn Binder   | Soushi Mihara       | [ 1 ]           |
| 1               | 4 de mayo        | Jerez           | Manuel Pagliani | Joan Mir        | Joan Mir            | [ 2 ]           |
| 2               | 31 de mayo       | Mugello         | Jorge Martín    | Stefano Manzi   | Jorge Martín        | [ 3 ]           |
| 3               | 27 de junio      | Assen           | Bo Bendsneyder  | Bo Bendsneyder  | Soushi Mihara       | [ 4 ]           |
| 3               | 28 de junio      | Assen           | Bo Bendsneyder  | Manuel Pagliani | Bo Bendsneyder      | [ 5 ]           |
| 4               | 12 de julio      | Sachsenring     | Olly Simpson    | Manuel Pagliani | Toprak Razgatlıoğlu | [ 6 ]           |
| 4               | 13 de julio      | Sachsenring     | Olly Simpson    | Jorge Martín    | Jorge Martín        | [ 7 ]           |
| 5               | 16 de agosto     | Brno            | Manuel Pagliani | Jorge Martín    | Jorge Martín        | [ 8 ]           |
| 5               | 17 de agosto     | Brno            | Manuel Pagliani | Marc García     | Joan Mir            | [ 9 ]           |
| 6               | 30 de agosto     | Silverstone     | Jorge Martín    | Manuel Pagliani | Jorge Martín        | [ 10 ]          |
| 6               | 31 de agosto     | Silverstone     | Jorge Martín    | Jorge Martín    | Jorge Martín        | [ 11 ]          |
| 7               | 13 de septiembre | Misano          | Jorge Martín    | Manuel Pagliani | Stefano Manzi       | [ 12 ]          |
| 8               | 27 de septiembre | Aragón          | Jorge Martín    | Bradley Ray     | Joan Mir            | [ 13 ]          |
| 8               | 28 de septiembre | Aragón          | Jorge Martín    | Jorge Martín    | Jorge Martín        | [ 14 ]          |

## Estadísticas

### Sistema de puntuación
Solo los 15 primeros suman puntos. El piloto tiene que terminar la carrera para recibir puntos.
| Posición | 1º | 2º | 3º | 4º | 5º | 6º | 7º | 8º | 9º | 10º | 11º | 12º | 13º | 14º | 15º |
| -------- | -- | -- | -- | -- | -- | -- | -- | -- | -- | --- | --- | --- | --- | --- | --- |
| Puntos   | 25 | 20 | 16 | 13 | 11 | 10 | 9  | 8  | 7  | 6   | 5   | 4   | 3   | 2   | 1   |

### Campeonato de pilotos
| Pos. | Piloto                | JER | JER | MUG | ASS | ASS | SAC | SAC | BRN | BRN | SIL | SIL | MIS | ARA | ARA | Pts |
| ---- | --------------------- | --- | --- | --- | --- | --- | --- | --- | --- | --- | --- | --- | --- | --- | --- | --- |
| 1    | Jorge Martín          | 2   | 3   | 1   | 2   | 2   | 12  | 1   | 1   | Ret | 1   | 1   | 5   | 4   | 1   | 254 |
| 2    | Joan Mir              | 4   | 1   | Ret | 5   | 9   | 2   | 4   | 5   | 1   | 2   | 5   | 3   | 1   | Ret | 197 |
| 3    | Stefano Manzi         | 5   | 4   | 3   | Ret | 3   | 3   | Ret | 3   | 3   | 3   | 2   | 1   | 2   | 8   | 193 |
| 4    | Bradley Ray           | 9   | 11  | Ret | 3   | 6   | 6   | 2   | 4   | 4   | 5   | 4   | 7   | 7   | 3   | 152 |
| 5    | Manuel Pagliani       | 3   | 2   | 2   | Ret | 7   | Ret | Ret | 2   | Ret | 4   | 8   | 2   | 8   | Ret | 134 |
| 6    | Toprak Razgatlıoğlu   | 11  | 8   | 5   | 12  | 10  | 1   | 3   | 16  | 9   | 9   | Ret | 4   | 6   | 5   | 123 |
| 7    | Soushi Mihara         | 1   | 9   | 6   | 1   | 5   | 4   | Ret | 7   | 13  | 16  | 9   | 13  | 15  | 10  | 120 |
| 8    | Fabio Di Giannantonio | 14  | 14  | 7   | 9   | 8   | 8   | 5   | 8   | 2   | 8   | 6   | 6   | 3   | 16  | 119 |
| 9    | Bo Bendsneyder        | 8   | 6   | 12  | 4   | 1   |     |     | 13  | Ret | 6   | 3   | 8   | 5   | 7   | 117 |
| 10   | Marc García           | 13  | 16  | 11  | 8   | 16  | 9   | 7   | 6   | 5   | 11  | 15  | 12  | 11  | 2   | 88  |
| 11   | Olly Simpson          | 10  | 10  | 4   | Ret | 4   | Ret | Ret | 9   | 11  | Ret | 7   | 15  | 9   | Ret | 67  |
| 12   | Óscar Gutiérrez       | Ret | 7   | 15  | 7   | 14  | 5   | Ret | 14  | 10  | 7   | Ret | 9   | 10  | Ret | 62  |
| 13   | Darryn Binder         | 6   | 5   | Ret | 10  | 11  | Ret | 13  | 18  | Ret | 10  | 12  | DNS | 13  | 9   | 55  |
| 14   | Aris Michail          | Ret | 17  | 9   | Ret | Ret | 7   | 6   | 19  | 7   | 17  | 10  | 18  | 17  | 6   | 51  |
| 15   | Enzo Boulom           | 16  | 15  | 14  | Ret | 19  | 13  | 14  | 10  | 6   | 15  | Ret | 10  | 14  | 11  | 38  |
| 16   | Corentin Perolari     | DNS | DNS | 10  | 6   | Ret |     |     | 12  | 16  | 12  | Ret | 16  | 18  | 4   | 37  |
| 17   | Jaume Masiá           | 7   | 13  | Ret | Ret | 12  | Ret | 8   | 11  | 8   | DNS | DNS | DNS |     |     | 37  |
| 18   | Bruno Ieraci          | 12  | 12  | 8   | Ret | 15  | 11  | 11  | 23  | 14  | Ret | Ret | 11  | 21  | 13  | 37  |
| 19   | Robert Schotman       | 15  | 18  | 17  | Ret | 13  | 14  | 10  | 15  | 15  | 13  | 11  | 14  | 12  | Ret | 28  |
| 20   | Simon Danilo          | 17  | 21  | Ret | 11  | 18  | 10  | 9   | 20  | 17  | 14  | 14  | 19  | 19  | 12  | 26  |
| 21   | Martin Gbelec         | Ret | 19  | 13  | 13  | 17  | Ret | 12  | 17  | 12  | 19  | 13  | 17  | 16  | 15  | 18  |
| 22   | Lyvann Luchel         | 20  | 22  | 18  | 15  | 20  | 15  | 15  | 24  | 20  | 18  | 16  | 21  | 20  | 14  | 5   |
| 23   | Hanro van Rooyen      | 19  | Ret | 16  | 14  | Ret | Ret | 16  | 21  | 19  |     |     |     | 23  | Ret | 2   |
|      | Makar Yurchenko       | 18  | 20  |     |     |     |     |     | 22  | 18  |     |     | 20  | 22  | Ret | 0   |
| Pos. | Piloto                | JER | JER | MUG | ASS | ASS | SAC | SAC | BRN | BRN | SIL | SIL | MIS | ARA | ARA | Pts |

| Color     | Resultado                                                               |
| --------- | ----------------------------------------------------------------------- |
| Oro       | Ganador                                                                 |
| Plata     | 2.ª plaza                                                               |
| Bronce    | 3.ª plaza                                                               |
| Verde     | Finalizó en los puntos                                                  |
| Azul      | Finalizó sin puntos                                                     |
| Azul      | NC - No clasificado                                                     |
| Violeta   | Ret - No terminó (Carrera)                                              |
| Rojo      | DNQ - No se clasificó                                                   |
| Negro     | DSQ - Descalificado                                                     |
| Blanco    | DNS - No empezó (carrera)                                               |
| Blanco    | WD - Retirado (fin de semana)                                           |
| Blanco    | C - Carrera cancelada                                                   |
| Sin color | DNP - Inscrito pero no participó                                        |
| Sin color | INJ - Lesionado                                                         |
| Sin color | EX - Excluido                                                           |
| Estado    | Resultado                                                               |
| Negrita   | Pole position                                                           |
| Cursiva   | Vuelta rápida                                                           |
| †         | Abandona, pero clasifica al completar el porcentaje requerido para ello |

## Pilotos
| Pilotos 2014 | Pilotos 2014          | Pilotos 2014 |
| No.          | Piloto                | Rondas       |
| ------------ | --------------------- | ------------ |
| 2            | Fabio Di Giannantonio | 1-8          |
| 5            | Jaume Masiá           | 1–7          |
| 6            | Corentin Perolari     | 1–3, 5–8     |
| 7            | Aris Michail          | 1-8          |
| 9            | Robert Schotman       | 1-8          |
| 12           | Lyvann Luchel         | 1-8          |
| 13           | Martin Gbelec         | 1-8          |
| 14           | Brunopalazzese Ieraci | 1-8          |
| 17           | Óscar Gutiérrez       | 1-8          |
| 21           | Hanro van Rooyen      | 1–5, 8       |
| 28           | Bradley Ray           | 1-8          |
| 29           | Stefano Manzi         | 1-8          |
| 36           | Joan Mir              | 1-8          |
| 40           | Darryn Binder         | 1-8          |
| 41           | Marc García           | 1-8          |
| 45           | Olly Simpson          | 1-8          |
| 54           | Toprak Razgatlıoğlu   | 1-8          |
| 64           | Bo Bendsneyder        | 1–3, 5–8     |
| 74           | Soushi Mihara         | 1-8          |
| 76           | Makar Yurchenko       | 1, 5, 7–8    |
| 88           | Jorge Martín          | 1-8          |
| 94           | Simon Danilo          | 1-8          |
| 96           | Manuel Pagliani       | 1-8          |
| 99           | Enzo Boulom           | 1-8          |